# Mylochromis chekopae
Mylochromis chekopae es una especie de peces de la familia Cichlidae en el orden de los Perciformes.

## Morfología
Los machos pueden llegar alcanzar los 12,2 cm de longitud total.

## Alimentación
Come Cladoceras, copépodos y algas.

## Hábitat
Vive en zonas de clima tropical.

## Distribución geográfica
Se encuentran en África: lago Malawi.